# Hadji Panglima Tahil
Hadji Panglima Tahil (Marunggas) ist eine philippinische Stadtgemeinde in der Provinz Sulu. Sie hat 6375 Einwohner (Zensus 1. August 2015).
Die Armutsquote wird auf 89,7 % geschätzt (Stand 2000). Somit gilt Hadji Panglima Tahil (Marunggas) als die ärmste Stadtgemeinde der Philippinen.

## Baranggays
Hadji Panglima Tahil ist politisch in fünf Baranggays unterteilt.
- Bangas (Pob.)
- Bubuan
- Kabuukan
- Pag-asinan
- Teomabal